# 1956년 동계 올림픽 리히텐슈타인 선수단
1956년 동계 올림픽 리히텐슈타인 선수단은 이탈리아 코르티나담페초에서 개최된 1956년 동계 올림픽에 참가한 올림픽 리히텐슈타인 선수단이다. 총 8명의 선수가 알파인스키 종목에 출전하였으나 메달권 진입에는 실패하였다.

## 알파인 스키
남자부
| 선수              | 종목   | 1차시기 | 1차시기 | 2차시기 | 2차시기 | 총계   | 총계 |
| 선수              | 종목   | 시간    | 순위    | 시간    | 순위    | 시간   | 순위 |
| ----------------- | ------ | ------- | ------- | ------- | ------- | ------ | ---- |
| 헤르만 킨들       | 활강   |         |         |         |         | 실격   | –    |
| 막스 폰 호헨로헤  | 활강   |         |         |         |         | 5:15.8 | 45   |
| 레오폴드 스카들러 | 활강   |         |         |         |         | 4:23.7 | 40   |
| 프란츠 베크       | 활강   |         |         |         |         | 3:36.8 | 26   |
| 에왈드 에베를     | 대회전 |         |         |         |         | 4:11.6 | 73   |
| 테오도르 세레르   | 대회전 |         |         |         |         | 4:09.5 | 70   |
| 레오폴드 스카들러 | 대회전 |         |         |         |         | 4:03.3 | 67   |
| 프란츠 베크       | 대회전 |         |         |         |         | 3:52.6 | 59   |
| 레오폴드 스카들러 | 회전   | 2:24.1  | 54      | 2:45.8  | 52      | 5:09.9 | 53   |
| 에왈드 에베를     | 회전   | 2:22.2  | 53      | 2:39.6  | 49      | 5:01.8 | 49   |
| 테오도르 세레르   | 회전   | 2:16.7  | 51      | 2:31.1  | 43      | 4:47.8 | 45   |
| 프란츠 베크       | 회전   | 2:04.0  | 45      | 2:13.8  | 26      | 4:17.8 | 35   |

## 참조
- 올림픽 공식 결과 보관됨 2012-02-04 - 웨이백 머신